# Georges-Casimir Dessaulles
Georges-Casimir Dessaulles (né le 29 septembre 1827 à Saint-Hyacinthe et mort le 19 avril 1930 dans la même ville) est un homme d’affaires, homme politique et sénateur canadien. Dessaulles est l'un des hommes politiques ayant vécu le plus longtemps en exercice, surpassé seulement par Giovanni Battista Borea d'Olmo . Nommé au Sénat du Canada représentant la division de Rougemont en 1907 à l'âge de 80 ans, Dessaulles a servi pendant 23 ans avant de mourir à l'âge de 102 ans.

## Biographie
Dessaulles est né à Saint-Hyacinthe, au Bas-Canada, en 1827, fils de Jean Dessaulles et neveu de Louis-Joseph Papineau. Dessaulles a étudié à l'université de Georgetown où il a été membre de la Philodemic Society. Il obtient son diplôme en 1848. Avant de devenir sénateur, Dessaulles a été président de la Banque de Saint-Hyacinthe et maire de Saint-Hyacinthe. Il représente également Saint-Hyacinthe à l'Assemblée législative du Québec de 1897 à 1900.
En 1857, il épouse Émilie-Emma, la fille du juge Dominique Mondelet. En 1869, il épouse Louise-Frances Leman après le décès de sa première femme. Son 100e anniversaire a été un moment historique au Sénat, car Dessaulles est devenu seulement le deuxième sénateur (après David Wark) à atteindre l'âge de 100 ans en fonction. À sa mort en 1930, Dessaulles était l'homme politique en exercice le plus âgé du monde. À ce jour, personne n’a battu ce record. Aujourd'hui, les sénateurs doivent prendre leur retraite à 75 ans.
Dessaulles est également connu pour n'avoir pris la parole que deux fois lorsqu'il était sénateur. Une fois pour nier que sa nomination était le résultat de corruption, et une deuxième fois pour remercier ses collègues sénateurs pour avoir son portrait, à l'occasion de son 100e anniversaire.
Il est mort en fonction à l'âge de 102 ans en 1930.
Sa fille Henriette Dessaulles est une écrivaine et journaliste réputée.